# Generalplan Ost
Generalplan Ost ("Generalplan Øst") var en tysk plan om at gennemføre Hitlers idéer for de områder, Nazi-Tyskland erobrede i Østeuropa under anden verdenskrig. Planen blev udarbejdet i 1940 og bekræftet i 1942. Centralt i Generalplan Ost var omfattende etnisk rensning af de besatte områder. Elementer i planen var tvangsforflytning og massemord på befolkningerne for at give plads for tyske kolonister, de såkaldte Wehrbauer, "værnebønder" i grænseområder, også kendt fra ældre tider.